# Международный совет аэропортов
Международный совет аэропортов (англ. Airports Council International; ACI) — единственное глобальное торговое представительство аэропортов в мире.

## История
- 1948 г. — создание Совета операторов аэропорта, базирующегося в Вашингтоне, штат Колумбия[уточнить].
- 1950 г. — создание Ассоциации Западно-Европейских аэропортов, базирующейся в Цюрихе.
- 1962 г. — создание Международной организации гражданских аэропортов, базирующейся в Париже.
- 1970 г. — создание Ассоциаций аэропортов Координационного совета, коллективно представляющих AOCI, ICCA, WEAA, ICAO, IATA и другие международные организации.
- 1972 г. — открытие постоянного секретариата ААСС в Женеве.
- 1991 г. — создание Международного совета аэропортов, интеграция AOCI и ICCA.

## Цели ACI
Целями ACI является представление интересов аэропортов-членов организации, поиск путей сотрудничества их с авиакомпаниями и другими партнёрами для создания условий, необходимых для успешного функционирования всей отрасли, продвижение интересов операторов аэропортов в регулирующих органах и законодательных структурах, а также в кругах, влияющих на формирование общественного мнения об аэропортовом бизнесе.

## Направления деятельности
Приоритетными направлениями деятельности ACI являются взаимодействие с законодательными и регулирующими органами, формирование отраслевой политики и обмен информацией в целях доведения интересов членов организации в IATA, ICAO, Еврокомиссии, Eurocontrol и других международных и национальных организациях.

## Отделения
- ACI Europe
- ACI Africa
- ACI Asia
- ACI Latin American/ Carribean
- ACI North America
- ACI PAcific